# Reparaciones climáticas
Las reparaciones climáticas son pagos por pérdidas y daños causados por el cambio climático, que pueden incluir la cancelación de la deuda. El término reparaciones climáticas difiere del simple "pérdida y daño", en que se basa en el concepto de reparaciones, mediante el cual la compensación responsabiliza a los países por las emisiones históricas y, por consiguiente, tienen una obligación ética y moral. Según la campaña Deuda X Clima, la condonación de la deuda al Sur Global es necesaria para alcanzar los objetivos climáticos del Acuerdo de París.
"La idea detrás de los llamados a la financiación de pérdidas y daños es que los países que más han contaminado la atmósfera y se han enriquecido al hacerlo, deberían compensar al resto", según The New Republic . 

## Esfuerzos actuales
Las reparaciones climáticas han estado bajo discusión en relación con las inundaciones en Pakistán de 2022. A partir del 14 de octubre de 2022, el gobierno escocés exige la financiación de pérdidas y daños como una responsabilidad moral. 
Las pérdidas y los daños se discutieron en la COP26.  Un consultor de Bangladés comentó en la COP26: "El término 'pérdida y daño' es un eufemismo para los términos que no podemos usar, que son 'responsabilidad e indemnización '. . . 'Reparaciones' es aún peor”.
En la COP27, las reparaciones climáticas, en forma de financiación de pérdidas y daños para los países en desarrollo, son "lo más importante de la agenda", según el Foro Económico Mundial. El Departamento de Medio Ambiente y Cambio Climático de Canadá anunció su apoyo a la discusión de "pérdidas y daños" y Estados Unidos ha anunciado su apoyo a "negociaciones formales sobre posibles reparaciones climáticas".
Dos días antes de que comenzaran las conversaciones de la COP27, se llegó a un compromiso entre las partes, "que la discusión se centraría en 'cooperación y facilitación' y no en 'responsabilidad o compensación'".
El punto de partida de Vanuatu, uno de los países más afectados por la crisis climática, es de 117 millones de dólares estadounidenses para reparaciones.

## Consideraciones para la implementación
Un estudio de 2023 publicado en One Earth estimó que las 21 principales empresas de combustibles fósiles deberán reparaciones climáticas acumuladas de $ 5,4 miles de millones durante el período 2025-2050.
Las reparaciones climáticas han sido descritas como un "desafío de derechos humanos".
Un "modelo de justicia correctiva" podría basarse en que los gobiernos acepten la responsabilidad moral por los daños al medio ambiente. En este modelo, los países más responsables proporcionan financiación a los países más pobres afectados, los cuales  han causado relativamente poco daño al clima. Los fondos pueden ser distribuidos por una “comisión de compensación internacional”, que adjudica las reclamaciones de los países afectados.
Otro enfoque serían las demandas contra las corporaciones responsables de las emisiones de carbono o daños al medio ambiente, en las que los tribunales determinarían los fondos que se distribuirán a las partes afectadas.
La compensación podría distribuirse con base en el principio de "quien contamina paga", lo que implica que "además de tener que cubrir los gastos de la acción correctiva, el contaminador también tiene que pagar para compensar a quienes han sufrido daños ambientales como resultado de su conducta".
Los mecanismos para la distribución de fondos podrían incluir la condonación de la deuda y subvenciones directas para los esfuerzos de mitigación y adaptación climática.
Los desafíos para la implementación incluyen la rendición de cuentas y la evaluación para garantizar que los fondos de reparación no desaparezcan debido a la corrupción. Aunque el IPCC tiene un grupo de trabajo sobre la medición de emisiones, aún no tiene un grupo de trabajo capaz de establecer métricas para el impacto de la mitigación climática.

## Oposición
Algunos opositores han argumentado que las generaciones actuales no deberían ser consideradas responsables de las emisiones de gases de efecto invernadero de sus antepasados. Dado que antes de 1990 no se entendía ampliamente que las emisiones de gases de efecto invernadero serían un problema, algunos opositores argumentan que las emisiones anteriores a 1990 no deberían tenerse en cuenta. Una organización ha señalado que un número relativamente pequeño de corporaciones han sido conscientemente responsables de grandes cantidades de emisiones durante cuarenta años, y argumenta que no se debe esperar que un público que ha sido engañado deliberadamente por las campañas de relaciones públicas corporativas pague por estos daños.

## Proponentes
Vanuatu, una pequeña nación insular vulnerable al aumento del nivel del mar, ha considerado demandar por reparaciones climáticas y ha liderado estas propuestas.
Las organizaciones que apoyan la cancelación de la deuda como medio de financiamiento climático incluyen al Foro Africano y la Red sobre Deuda y Desarrollo, el Comité de Reparaciones de CARICOM, la Iniciativa de Justicia y Responsabilidad Transnacional, Fridays for Future Bangladesh, la campaña Deuda por Clima y la Campaña de Deuda del Jubileo. Los activistas climáticos han estimado que las naciones del G20 son colectivamente responsables de aproximadamente el 80 % de las emisiones de gases de efecto invernadero, y algunos afirman que esperar que los países más pobres soporten la peor parte de los impactos climáticos es esencialmente continuar con un legado de colonialismo y opresión relacionado con las industrias extractivas. 
Las huelgas de Fridays for Future "por las reparaciones climáticas y la justicia social" se llevaron a cabo en alrededor de 450 lugares en septiembre de 2022, incluidos Berlín, Kinshasa, Bengalauru, India, Nueva Zelanda y Japón.
Un artículo de opinión en el Bulletin of the Atomic Scientists sugiere que "en lugar de bloquear las fronteras como respuesta a la migración climática", es importante reconocer "el desplazamiento climático como algo impulsado por nuestra forma de vida basada en combustibles fósiles en el Norte Global" y “centrarse en la cuestión de la responsabilidad y las reparaciones, en un marco moral, legal y financiero bajo el derecho internacional.” 
La Comisión de Reparaciones de CARICOM es más contundente y sostiene que "o permitimos que los inmigrantes climáticos se muden, o compensamos financieramente a estos refugiados por los daños causados por nuestras emisiones de gases de efecto invernadero".

## Precedente
El principio de pérdidas y daños aparece por primera vez en el Acuerdo de París de 2015 como un mecanismo para el financiamiento climático.